# Calboli
I Calboli, da Calboli o con il passare del tempo anche de' Calboli, ed ancora molto spesso ricordati anche come Paolucci o Paulucci de' Calboli, da un ramo della famiglia risalente a Paolo o Poluccio, collaboratore del Cardinale Albornoz. I Calboli sono una famiglia nobiliare forlivese, di tradizione guelfa e quindi, durante le vicende storiche, spesso avversaria degli Ordelaffi, contro i quali, con altalenanti vicende, si scontrarono per il controllo di numerosi territori romagnoli.

## Storia

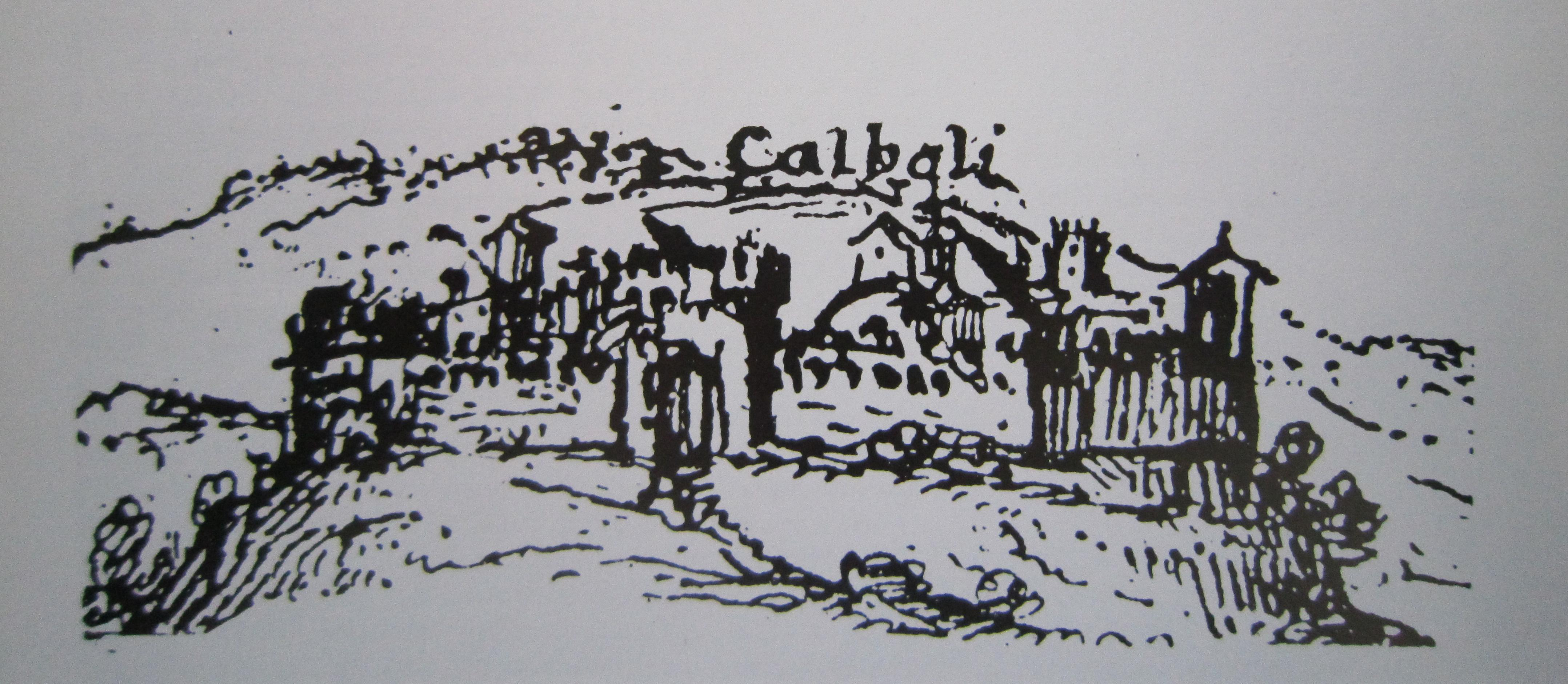
Calboli, come compariva nel Compendio degli annali della famiglia Paoluzzi Calboli di Romagna, manoscritto del 1635

Sebbene molto spesso risulti difficoltoso spiegare se il nome di una gens derivi dal luogo di origine, o se il luogo di origine tragga il nome dalla famiglia più importante, nel caso dei Calboli la situazione sembra essere molto più semplice. Seppure esistano autori che, come per molte antiche famiglie feudali della Romagna, rintraccino le origini del nome in antichi invasori germanici, per i Calboli l'origine del nome sembra più veritiero essere derivato dalla loro località di origine: il cognome di questi potenti signori deriva infatti dalla località Calboli, da Calvum, cioè calvo, in riferimento alla zona brulla e poco alberata dove la famiglia si era originata. In quest'area, tra le colline che separano le comunità di Predappio e Rocca San Casciano, sorgevano i feudi della famiglia. Ed in queste zone, di notevole interesse strategico a quei tempi per il controllo dei valichi appenninici, la famiglia si ritirava ogni qual volta declinavano le fortune guelfe.
Da sempre oppositori dei ghibellini Ordelaffi, la sfera di influenza dei Calboli variava costantemente con il variare del potere degli Ordelaffi. Arrivarono a controllare Bertinoro e per giunta, sebbene per poco tempo, anche Forlì. Nel periodo di maggiore splendore, governarono su Civitella, Meldola, Predappio e Fiumana e su numerosi centri e castelli della zona.
Si ha notizia di un Fulciero e di un Raniero che parteciparono alla prima crociata, mentre un altro Raniero fu podestà di Forlì nel 1243 e costruttore del ponte sul fiume Ronco secondo un'epigrafe che era possibile leggere fino al XIX secolo. Nello stesso periodo si sa che un Fulciero fu prigioniero di Federico II di Svevia nelle lotte di Forlì contro Faenza ma dovette essere poi tornato libero se in una bolla del papa Innocenzo IV del 1244 vengono a lui confremati i suoi possedimenti. È probabile che dal quel momento inizi la tradizione guelfa della famiglia. Ed è anche probabile che in questo contesto che, combattendo contro Guido da Montefeltro e poi contro i Guidi, andarono a creare il loro feudo e a collocare il loro fulcro nella frazione di Calboli.
Verso la metà del Trecento le glorie della famiglia sono in declino e la propria influenza tende gradualmente a diminuire. Tra il 1366 ed il 1368 si registra un Francesco di Pauluccio podestà di Bologna.
Quando nel 1376 Sinibaldo Ordelaffi fa il suo colpo di mano per impadronirsi di Forlì, i Calboli sono così deboli da non potersi opporre. Tuttavia, Francesco Ordelaffi, signore di Forlì per vari anni, era figlio di Onestina Calboli. Poi per varie ragioni Francesco da Calboli nel 1371 dona tutti i suoi beni alla Repubblica di Firenze, che estende così il proprio dominio e la propria influenza su larga parte della Romagna, fino a Napoleone. 
I Calboli non fanno più paura e gli stessi Ordelaffi li riammettono in Forlì dove, di poco in poco, abbandoneranno anche il vecchio prestigioso nome, per adottare il solo patronimico Paulucii.
Nel 1635 per le sue antichissime origini le loro terre furono riconosciute tuttavia feudo dell’impero e con esso il titolo di conti dell’impero (19.09.1635); nel 1721 il granduca Giangastone riconobbe il feudo col titolo di contea al cardinale Fabrizio Paolucci de' Calboli che, nel 1726, alla sua morte la lasciò a Cosimo Merlini, figlio del marchese Pietro Martire Merlini che aveva sposato (1687) Angiola Guerriera Paolucci, sorella del cardinale Fabrizio ed ultima erede dei conti di Calboli; Cosimo nel 1726 acquisì così per eredità il doppio cognome Merlini Paolucci de’ Calboli per volontà dello stesso cardinale Paolucci, suo zio materno. L’infeudazione venne confermata nel 1738 come contea di Bellavista e Calboli, allo stesso Cosimo Merlini che con i suoi eredi la detenne fino alle riforme leopoldine sull'abolizione dei feudi toscani.

## Esponenti illustri
- Fulcieri da Calboli
- Francesco Paolucci
- Raniero Paulucci di Calboli
- Fulcieri Paulucci di Calboli
- Francesco Paulucci di Calboli
- Vittorio Paolucci de Calboli
- Rinieri Paolucci de Calboli
- Umberto Dario Paulucci de Calboli